# 4570 Runcorn
4570 Runcorn è un asteroide della fascia principale. Scoperto nel 1985, presenta un'orbita caratterizzata da un semiasse maggiore pari a 2,1981770 UA e da un'eccentricità di 0,1090482, inclinata di 5,01849° rispetto all'eclittica.